# Cowboy Carter Tour
Cowboy Carter Tour (también conocida adicionalmente como Cowboy Carter and the Rodeo Chitlin’ Circuit Tour) fue la séptima gira musical en solitario de la cantante estadounidense Beyoncé, en apoyo de su octavo álbum de estudio, Cowboy Carter (2024). La gira comenzó el 28 de abril de 2025 en el SoFi Stadium de Inglewood y finalizó el 26 de julio de 2025 en el Allegiant Stadium de Paradise.
El espectáculo de la gira estuvo dividido en diversos actos conformados en su mayoría por temas de Cowboy Carter y secciones retomadas de Renaissance World Tour, la cual se desarrolló como la primera gira del proyecto de trilogía musical de la cantante. Asimismo, la dirección artística y la producción de la puesta en escena se conceptualizaron en la cultura americana y la identidad de la música country, a las que se les hace una crítica y reclamación a través de canciones, simbolismos y durante pasajes narrados en los interludios. La gira ha sido aclamada, destacando la presencia escénica de Beyoncé y el mensaje detrás del espectáculo.
Tras un breve recorrido de 32 fechas en tres países, la gira finalizó con una recaudación de 407 millones USD mediante un total de 1,596,165 entradas vendidas. Como consecuencia al éxito en ventas, Cowboy Carter Tour se convirtió en la gira de música country más prolífera de todos los tiempos, y a su vez, Beyoncé consiguió romper más de 40 récords y convertirse en la primer artista estadounidense de la historia con dos giras realizadas que superan la cantidad recaudada de 400 millones.

## Antecedentes
Durante 2023, Beyoncé se embarcó en la serie de conciertos de Renaissance World Tour para promocionar su séptimo álbum de estudio, Renaissance (2022), la cual se convirtió en una de las giras más exitosas de la historia y en la más prolífera por un acto afroamericano. La cantante lanzó el 29 de marzo de 2024 su octavo álbum de estudio, Cowboy Carter, consiguiendo nominaciones como contendiente en once categorías de la 67.ª edición de los Premios Grammy y resultando como ganador de tres reconocimientos, incluyendo álbum del año y mejor álbum de country.
Para mayor promoción del álbum, Beyoncé encabezó un especial de Netflix coloquialmente conocido como Beyoncé Bowl, en el que se realizó durante el espectáculo musical del partido navideño 2024 de la NFL en el NRG Stadium de Houston, coincidiendo con el encuentro entre los Baltimore Ravens y los Houston Texans. El inicio de una nueva gira fue insinuado mediante un videoclip publicado después de la presentación, debido a que la fecha 14 de enero de 2025 fue establecida para un posible anuncio al finalizar el videoclip. Sin embargo, tras los estragos causados por los incendios forestales de California de 2025, el anuncio fue postergado para una fecha subsecuente desconocida.
El 1 de febrero de 2025, aproximadamente una hora antes de medianoche en el horario del este (ET), Netflix publicó un vínculo en sus redes sociales con un texto en el que se leía: «Look at that horse» (en español: «Mira ese caballo»), el cual es un fragmento de la letra de la pista número 26 de Cowboy Carter, «Sweet Honey Buckiin'». Alrededor de la medianoche del 2 de febrero, Beyoncé reveló una serie de videos promocionales a través de su sitio web oficial con el título Cowboy Tour 2025 estilizado en mayúsculas, acompañada de la imagen promocional de la gira y un listado de 22 fechas agendadas en Estados Unidos, Reino Unido y Francia. El título adicional hace referencia a los Chitlin' Circuit, los cuales eran establecimientos de entretenimiento específicos para la población de raza negra durante el periodo de la segregación racial estadounidense sustentada por las leyes Jim Crow, y en los que varias leyendas de la música como Jimi Hendrix, Nina Simone, Ray Charles y Aretha Franklin realizaron sus primeras presentaciones.

## Boletaje
Cinco fechas adicionales fueran añadidas el 10 de febrero con un nuevo recital en Chicago, en la comuna parisina de Saint-Denis y en Atlanta, sumando tres conciertos en cada ciudad, mientras que en Londres se agregaron dos nuevas fechas que totalizaron seis recitales agendados. Dos días más tarde, una fecha en Inglewood y otra en East Rutherford fueron simultáneamente anunciadas, ascendiendo a cinco conciertos en ambas ciudades y rompiendo el récord de la mayor cantidad de fechas realizadas en los respectivos recintos SoFi Stadium y MetLife Stadium. Una cuarta fecha fue añadida el 19 de febrero en Atlanta, otorgándole el récord a Beyoncé de establecerse como el primer acto en presentar cuatro fechas en el Mercedes-Benz Stadium durante una misma gira musical.
Las preventas se llevaron a cabo con una «demanda masiva» de acuerdo a Ticketmaster, con los sitios web de dicha empresa sufriendo fallas técnicas debido a la cantidad de usuarios que intentaron conseguir entradas. Más de 180 000 accesos para los tres conciertos en el Stade de France se agotaron en menos de una hora, y de acuerdo a un estimado realizado por analistas, alrededor de 6.2 millones de personas no lograrían conseguir entradas para los recitales en el Tottenham Hotspur Stadium de Londres. Live Nation reportó el 17 de marzo de 2025 que un 94% de entradas se encontraban agotadas, y estimó que la gira superaría una cantidad de recaudacion de 325 millones USD mediante las 31 fechas anunciadas hasta ese entonces.

## Producción

### Escenificación e iluminación

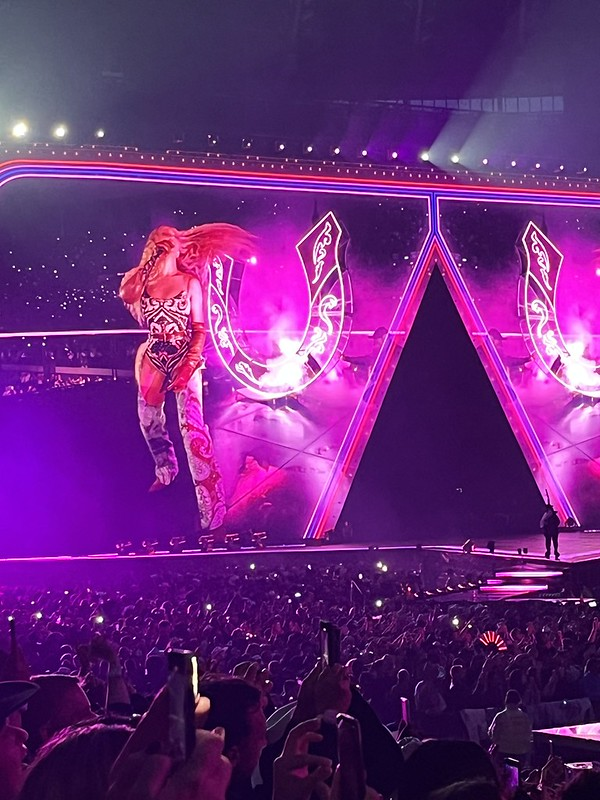
Columpio con forma de herradura en el que Beyoncé interpreta su rendición de «Jolene».

Beyoncé compartió un video el 27 de abril de 2025 con el avance del montaje escénico a través de sus redes sociales para conmemorar el día previo al inicio de la gira.  La escenificación de la plataforma principal cuenta con una estructura ancha en cada uno de sus cuatro costados y una gigante pantalla rectangular con un hueco triangular en medio, que en conjunto forman una estrella de cinco puntas como ilusión óptica. El escenario secundario erigido con la forma de un triángulo rectángulo se conecta a través de tres pasarelas, una de dirección recta en el medio equipada con tecnología led, y las dos restantes en los extremos que están estructuradas con un patrón similar a una línea en zigzag. Los brazos robóticos utilizados durante el Renaissance World Tour son nuevamente empleados como utilería junto con toros mecánicos, pirotecnia y múltiples plataformas voladoras, incluyendo una réplica ligera de un Cadillac Eldorado de color rojo y un columpio con la forma de herradura.

### Diseño de vestuario
El guardarropa de la gira fue mayormente hecho a la medida por diferentes casas de la moda, tales como Alexander McQueen, Óscar de la Renta, Diesel y Dsquared2. El diseño de vestuario fue estilizado por Shiona Turini, Ty Hunter y Karen Langley para seguir los patrones de estilo replicados en la moda western y de la música country. Beyoncé portó un body verde a cuadros de Burberry combinado con polainas de ante con flecos y cristales de Swarovski, y unas botas Loch Green que también fueron adornadas con piedras preciosas. Un conjunto de mezclilla brillante fue diseñado por la marca de Roberto Cavalli, mientras que un overol blanco, sombrero vaquero y chaparreras hechos a la medida por la casa modista de Thierry Mugler contabilizaron más de 1740 flecos unidos y cortados con láser. Moschino esquematizó un overol adicional con estampado rojo y blanco de camisa vaquera para el espectáculo, además de un vestido led personalizado por la marca japonesa Anrealage que proyectaba imágenes digitales sobre sí mismo. Donatella Versace reveló que, para dos atuendos específicos utilizados durante las fechas de la gira en Londres, se necesitaron 1100 horas en ser creados; el primero, siendo un traje de chaparreras «cubierto con cristales y flecos blancos cortados y cosidos a mano», y el segundo, un vestido acolchado cubierto con el característico «estampado barroco» de la casa Versace.

## Sinopsis del concierto
El espectáculo está estructurado en nueve distintos actos en los que se presentan temas en su gran mayoría de Cowboy Carter, junto con otras canciones de la carrera musical de Beyoncé, especialmente de Renaissance, la primera parte de su proyecto de trilogía. La pantalla del escenario muestra la bandera de Estados Unidos como carta de ajuste mientras la audiencia ingresa al recinto para un recital con duración de aproximadamente dos horas y media.

Tras escucharse caballos galopando y relinchando, la pantalla se oscurece para dar inicio al primer acto. Beyoncé aparece en el escenario principal para «Ameriican Requiem», en el que los bailarines realizan una formación triangular y cambian de vestuarios de color rojo a blanco. Posteriormente dedica «Blackbiird» a pioneros negros en el country, para así dar paso a una interpretación de «The Star-Spangled Banner» con el arreglo instrumental de Hendrix mientras la pantalla cambia a un visual de Beyoncé con la bandera estadounidense y que mediante glitches se torna completamente roja. El tema «Freedom» continúa el repertorio al mismo tiempo que en la pantalla se lee un texto que indica «Never ask permission for something that already belongs to you» (en español: «Nunca pidas permiso por algo que ya te pertenece»). El escenario se despliega y la banda musical surge para acompañar «Ya Ya», que es interpolada con «Why Don't You Love Me» e interpretada con una dinámica de llamada y respuesta con la audiencia. Al finalizar, Beyoncé se acomoda en un sillón con forma parecida al contenedor de su perfume Cé Lumière, y mientras un brazo robótico le sirve una copa de whiskey SirDavis, enciende con un control remoto la pantalla para proyectar un interludio y culiminar la primera sección del concierto. 

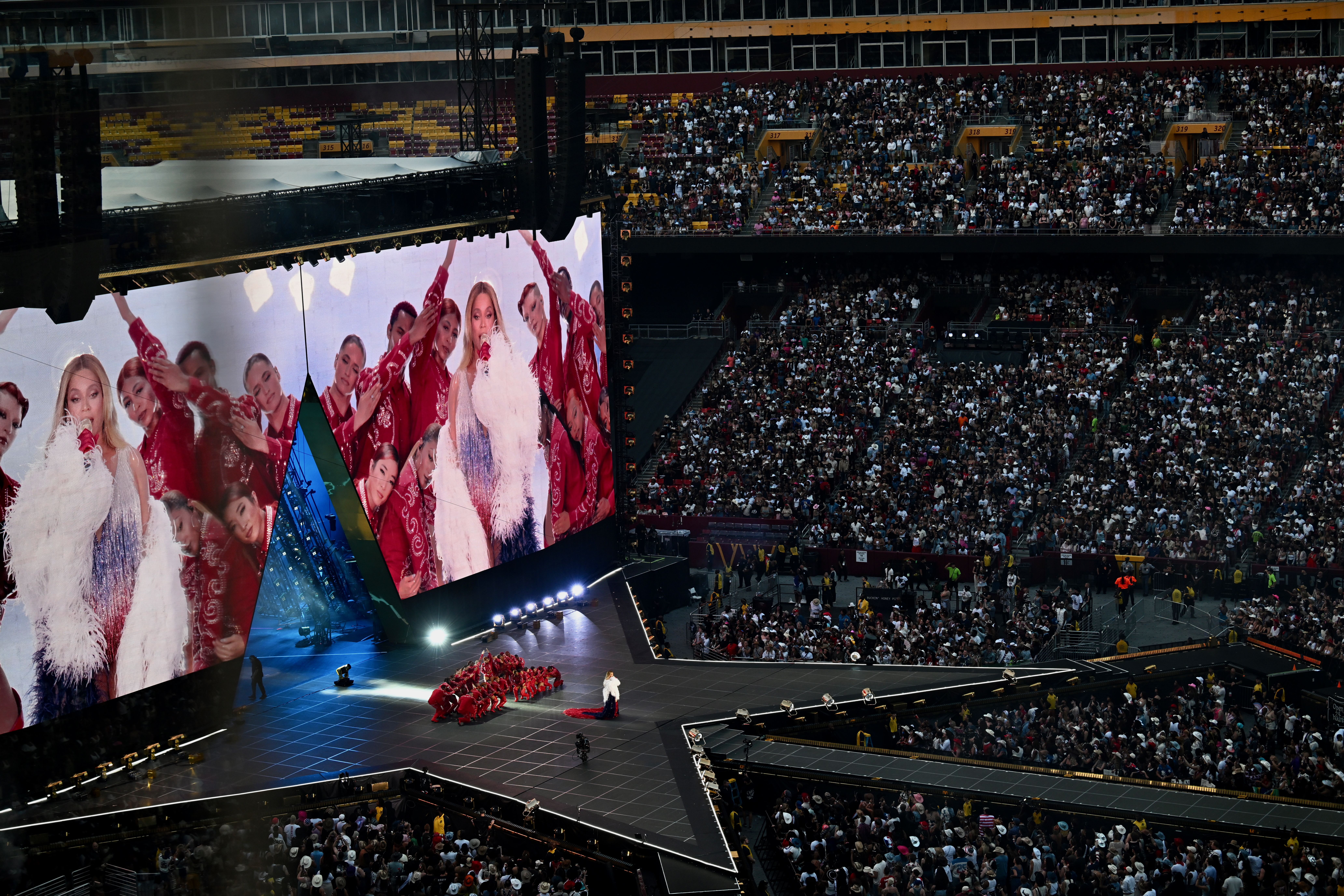
Beyoncé junto a sus bailarines interpretando «The Star-Spangled Banner» con el arreglo instrumental de Jimi Hendrix.

El segundo acto comienza con un intermedio visual que muestra a Beyoncé cambiando de canales de televisión y en el que aparecen comentaristas de Fox News con el rostro difuminado menospreciando a la cantante con títulos propagandistas. La presentación de «America Has a Problem» es similar a la ejecutada durante el Renaissance World Tour, con Beyoncé surgiendo acompañada de sus bailarines tras un podio transparente repleto de micrófonos. La pantalla se destella roja con un intertítulo de spaghetti western mientras comienza «Spaghettii» con una rutina de baile inspirada en la danza de las mil manos, y precediendo a «Formation». Una colosal casa roja inflable emerge para «My House», la cual se derrumba rápidamente al terminar la canción. Para finalizar la segunda puesta en escena, Beyoncé baila «Diva» junto con sus bailarines en el escenario secundario.
Un interludio con Beyoncé en un pueblo del viejo Oeste bailando gogó, peleándose en un bar, y con múltiples identidades en un peep show abre el tercer acto. Al transformarse en una estatua dorada de caimán, la cantante aparece en el escenario en solitario para «Alliigator Tears» y con bailarines masculinos para «Just for Fun». Las bailarinas presentan una formación triangular a la par que Beyoncé interpreta «Protector» con participaciones de sus hijas Blue Ivy y Rumi Carter, las cuales hacen preámbulo a un vídeo casero y una realización de «Flamenco» con Beyoncé junto a riverdancers. El cuarto acto inicia con un intermedio visual de tiroteo wéstern mientras suena «Desert Eagle». La cantante y los bailarines recorren el escenario durante «Riiverdance», mientras que en «II Hands II Heaven» comienzan al final de la pasarela con el escenario enmarcado por visuales de nubes volando. Para concluir la cuarta parte, se presenta «Sweet Honey Buckiin'» con interpolaciones de «Pure/Honey» y un desglose de baile similar al del espectáculo de medio tiempo navideño.
Después de la proyección de un bar llamado Jolene's, el quinto acto es aperturado por la versión de Beyoncé de «Jolene», en donde la cantante es elevada sobre la audiencia en el columpio con forma de herradura. Posteriormente interpreta «Daddy Lessons» y "«Bodyguard» para luego volar una vez más en la herradura hacia el elevador del escenario secundario, en donde presenta «Cuff It». Al regresar al escenario principal, ejecuta «Tyrant» y «Thique» encima de un inmenso toro mecánico dorado, precediendo a «Levii's Jeans», canción desarrollada en un sofá con forma de labios rojos y acompañada de bailarines masculinos vestidos en mezclilla.  Un violinista inicia el sexto acto y Beyoncé reaparece con un vestido led para interpretar una coda de ópera en «Daughter». La pantalla muestra visuales de viajes intergalácticos para una repetición del primer acto del Renaissance World Tour, con versiones doradas del vestido robótico en «I'm That Girl», marcos durante «Cozy», y el colchón para «Alien Superstar», además de rutinas de ballroom con «Countdown», «Top Off» y «Pure/Honey», e incluyendo a Blue Ivy con una rutina en solitario al ritmo de «Déjà Vu».
El intermedio del penúltimo acto muestra a Beyoncé como gigante recorriendo múltiples ciudades para dar pie a la interpretación de «Texas Hold 'Em». Los siguientes temas incluyen «Crazy in Love», «Heated» y «Before I Let Go» con la cantante y los bailarines ejecutando coreografías adicionales. Un último interludio es proyectado en la pantalla, el cual muestra en retrospectiva toda la vida y carrera musical de Beyoncé, desde su infancia hasta la actualidad. El concierto cierra con «16 Carriages» siendo interpretada en el Cadillac Eldorado rojo que vuela sobre el público, y con una escultura del rostro enmascarado por un pañuelo de la Estatua de la Libertad mientras Beyoncé y los bailarines despiden al público con «Amen».

## Recepción crítica

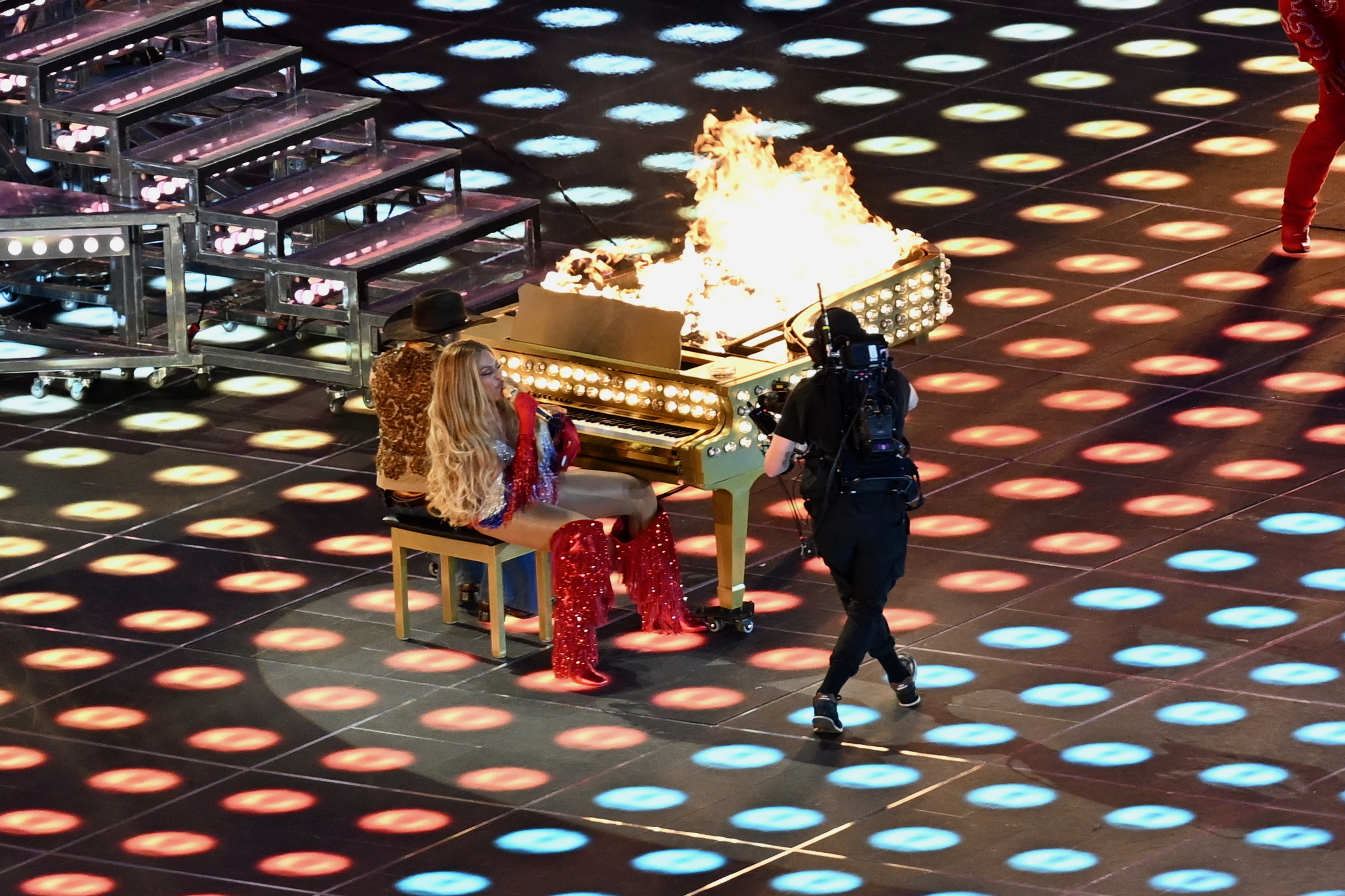
Beyoncé interpretando «Why Don't You Love Me» frente a un piano ardiendo en llamas.

La gira ha recibido elogios por parte de la crítica especializada, destacando la impresionante ostentosidad del espectáculo y los argumentos sociopolíticos y culturales presentados durante el mismo, considerándolo además como una continuación del Renaissance World Tour. Bryan Armen Graham de The Guardian reseñó el primer recital con cinco estrellas e indicando que Beyoncé «presenta una demostración teatral arrolladora que reclama la música country y replantea la identidad estadounidense», destacando las imágenes y mensajes políticos, como el de la Estatua de la Libertad enmascarada con el cabello trenzado, considerándolos «simbólicos y abrasadores». Melissa Ruggieri de USA Today escribió que la gira «amplificó los estándares de producción», exhaltando además la presencia escénica de Beyoncé. The New York Times detalló el espectáculo en su sección «Elección de la Crítica», con Jon Caramanica describiéndolo como un concierto con una estructura que «torna las reclamaciones personales y musicales en alegre extravagancia».
En una reseña para Consequence, Wren Graves comentó que «no hay artista en la música moderna que combine el valor de interpretación vocal, capacidad rítmica y visión artística con una efectividad tan abrasadora como Beyoncé». Frazier Tharpe de GQ elogió la producción y contenido musical del espectáculo como «una presentación innovadora y asombrosa que consolida [a Beyoncé] como la intérprete en vivo más intrépida de su generación». Por su parte, Sylvia Obell de Elle redactó un ensayo analizando los simbolismos presentados a lo largo del recital, definiéndolos como una «reclamación poderosa y sin remordimientos del arte afroamericano y la historia estadounidense», en los cuales puede descifrarse «una confrontación atrevida de las narrativas que históricamente han marginalizado las contribuciones negras en la cultura americana y la música country».

## Rendimiento comercial
La publicación de Pollstar reportó el 12 de mayo de 2025 que la gira había recaudado 55.7 millones USD con tan solo las primeras cinco fechas realizadas en el SoFi Stadium de Inglewood, las cuales agotaron 217 143 entradas disponibles. La asistencia promedio fue de 43 428 personas por noche, y el rango de precios varió desde 50 USD en las localidades más baratas hasta el costo máximo de 801 USD. De acuerdo a Billboard Boxscore, Beyoncé generó la mayor recaudación por una artista femenina en un mismo recinto, mientras que Cowboy Carter Tour obtuvo la quinta recaudación reportada más grande de una gira en la historia de la revista, únicamente detrás de dos etapas pertenecientes a la residencia de U2 en Sphere (2023-2024), de quince fechas realizadas por Harry Styles en el Madison Square Garden (2022), y de ocho noches efectuadas por Take That en el Estadio de Wembley (2011).
Tras finalizar la gira, Billboard Boxscore publicó que se habían generado ganancias de 407.6 millones USD con tan sólo 32 fechas realizadas en únicamente tres países, resultando en la gira de género musical country más exitosa de la historia. Además, Beyoncé rompió más de 40 récords de recaudación y se convirtió en la primer artista estadounidense de la historia en contar con dos giras que superen la cifra de 400 millones USD en ingresos, y la cuarta de manera general detrás de Coldplay, The Rolling Stones y Ed Sheeran.

### Récords y logros
| Lista de récords y logros mostrando fecha, país, recinto, descripción y referencias | Lista de récords y logros mostrando fecha, país, recinto, descripción y referencias | Lista de récords y logros mostrando fecha, país, recinto, descripción y referencias | Lista de récords y logros mostrando fecha, país, recinto, descripción y referencias                   | Lista de récords y logros mostrando fecha, país, recinto, descripción y referencias |
| Fechas                                                                              | País                                                                                | Recinto                                                                             | Descripción                                                                                           | Ref.                                                                                |
| ----------------------------------------------------------------------------------- | ----------------------------------------------------------------------------------- | ----------------------------------------------------------------------------------- | --- | ----------------------------------------------------------------------------------- |
| 28 de abril, 1, 4, 7 y 9 de mayo de 2025                                            | Estados Unidos                                                                      | SoFi Stadium                                                                        | Acto con la mayor cantidad de fechas agotadas durante su carrera (8 en total).                        | [ 44 ] [ 46 ]                                                                       |
| 28 de abril, 1, 4, 7 y 9 de mayo de 2025                                            | Estados Unidos                                                                      | SoFi Stadium                                                                        | Mayor recaudación por una artista femenina en una misma gira (55.7 millones USD).                     | [ 44 ] [ 46 ]                                                                       |
| 28 de abril, 1, 4, 7 y 9 de mayo de 2025                                            | Estados Unidos                                                                      | SoFi Stadium                                                                        | Mayor recaudación total en el recinto (101.2 millones USD).                                           | [ 44 ] [ 46 ]                                                                       |
| 15, 17 y 18 de mayo de 2025                                                         | Estados Unidos                                                                      | Soldier Field                                                                       | Acto con la mayor cantidad de fechas agotadas durante su carrera (10 en total)                        | [ 46 ]                                                                              |
| 15, 17 y 18 de mayo de 2025                                                         | Estados Unidos                                                                      | Soldier Field                                                                       | Mayor recaudación en una misma gira (42.5 millones USD).                                              | [ 46 ]                                                                              |
| 15, 17 y 18 de mayo de 2025                                                         | Estados Unidos                                                                      | Soldier Field                                                                       | Mayor venta de entradas agotadas en el recinto en una misma gira (143,256).                           | [ 46 ]                                                                              |
| 22, 24, 25, 28 y 29 de mayo de 2025                                                 | Estados Unidos                                                                      | MetLife Stadium                                                                     | Primer acto en realizar cinco fechas agotadas en una misma gira.                                      | [ 46 ] [ 47 ]                                                                       |
| 22, 24, 25, 28 y 29 de mayo de 2025                                                 | Estados Unidos                                                                      | MetLife Stadium                                                                     | Mayor recaudación en una misma gira (70.3 millones USD).                                              | [ 46 ] [ 47 ]                                                                       |
| 22, 24, 25, 28 y 29 de mayo de 2025                                                 | Estados Unidos                                                                      | MetLife Stadium                                                                     | Mayor venta de entradas agotadas en el recinto en una misma gira (250,083).                           | [ 46 ] [ 47 ]                                                                       |
| 5, 7, 10, 12, 14 y 16 de junio de 2025                                              | Reino Unido                                                                         | Tottenham Hotspur Stadium                                                           | Primer acto en realizar seis fechas agotadas en una misma gira.                                       | [ 46 ] [ 48 ]                                                                       |
| 5, 7, 10, 12, 14 y 16 de junio de 2025                                              | Reino Unido                                                                         | Tottenham Hotspur Stadium                                                           | Acto con la mayor cantidad de fechas agotadas durante su carrera (11 en total).                       | [ 46 ] [ 48 ]                                                                       |
| 5, 7, 10, 12, 14 y 16 de junio de 2025                                              | Reino Unido                                                                         | Tottenham Hotspur Stadium                                                           | Acto con la mayor recaudación durante su carrera (100.6 millones USD).                                | [ 46 ] [ 48 ]                                                                       |
| 5, 7, 10, 12, 14 y 16 de junio de 2025                                              | Reino Unido                                                                         | Tottenham Hotspur Stadium                                                           | Mayor recaudación en una misma gira (61.6 millones USD).                                              | [ 46 ] [ 48 ]                                                                       |
| 5, 7, 10, 12, 14 y 16 de junio de 2025                                              | Reino Unido                                                                         | Tottenham Hotspur Stadium                                                           | Mayor recaudación promedio de un recital (10.3 millones USD).                                         | [ 46 ] [ 48 ]                                                                       |
| 5, 7, 10, 12, 14 y 16 de junio de 2025                                              | Reino Unido                                                                         | Tottenham Hotspur Stadium                                                           | Acto con la mayor venta de entradas agotadas en el recinto durante su carrera (515,000).              | [ 46 ] [ 48 ]                                                                       |
| 5, 7, 10, 12, 14 y 16 de junio de 2025                                              | Reino Unido                                                                         | Tottenham Hotspur Stadium                                                           | Mayor venta de entradas agotadas en el recinto en una misma gira (275,399).                           | [ 46 ] [ 48 ]                                                                       |
| 19, 21 y 22 de junio de 2025                                                        | Francia                                                                             | Stade de France                                                                     | Primer acto internacional en realizar tres fechas agotadas en una misma gira.                         | [ 46 ] [ 49 ]                                                                       |
| 19, 21 y 22 de junio de 2025                                                        | Francia                                                                             | Stade de France                                                                     | Acto con la mayor cantidad de fechas agotadas durante su carrera (9 en total).                        | [ 46 ] [ 49 ]                                                                       |
| 19, 21 y 22 de junio de 2025                                                        | Francia                                                                             | Stade de France                                                                     | Acto con la mayor recaudación durante su carrera (67.6 millones USD).                                 | [ 46 ] [ 49 ]                                                                       |
| 19, 21 y 22 de junio de 2025                                                        | Francia                                                                             | Stade de France                                                                     | Mayor recaudación en una misma gira (39.7 millones USD).                                              | [ 46 ] [ 49 ]                                                                       |
| 19, 21 y 22 de junio de 2025                                                        | Francia                                                                             | Stade de France                                                                     | Mayor recaudación promedio de un recital (13.1 millones USD).                                         | [ 46 ] [ 49 ]                                                                       |
| 19, 21 y 22 de junio de 2025                                                        | Francia                                                                             | Stade de France                                                                     | Acto en solitario con la mayor venta de entradas agotadas en el recinto durante su carrera (617,000). | [ 46 ] [ 49 ]                                                                       |
| 19, 21 y 22 de junio de 2025                                                        | Francia                                                                             | Stade de France                                                                     | Mayor venta de entradas agotadas en el recinto en una misma gira (215,025).                           | [ 46 ] [ 49 ]                                                                       |
| 28 y 29 de junio de 2025                                                            | Estados Unidos                                                                      | NRG Stadium                                                                         | Acto con la mayor cantidad de fechas agotadas durante su carrera (9 en total).                        | [ 46 ]                                                                              |
| 28 y 29 de junio de 2025                                                            | Estados Unidos                                                                      | NRG Stadium                                                                         | Acto con la mayor recaudación durante su carrera (84.4 millones USD).                                 | [ 46 ]                                                                              |
| 28 y 29 de junio de 2025                                                            | Estados Unidos                                                                      | NRG Stadium                                                                         | Mayor recaudación promedio de un recital (17.7 millones USD).                                         | [ 46 ]                                                                              |
| 28 y 29 de junio de 2025                                                            | Estados Unidos                                                                      | NRG Stadium                                                                         | Acto con la mayor venta de entradas agotadas en el recinto durante su carrera (471,000).              | [ 46 ]                                                                              |
| 4 y 7 de junio de 2025                                                              | Estados Unidos                                                                      | Northwest Stadium                                                                   | Acto con la mayor cantidad de fechas agotadas durante su carrera (6 en total).                        | [ 46 ]                                                                              |
| 4 y 7 de junio de 2025                                                              | Estados Unidos                                                                      | Northwest Stadium                                                                   | Acto con la mayor recaudación durante su carrera (62.5 millones USD).                                 | [ 46 ]                                                                              |
| 4 y 7 de junio de 2025                                                              | Estados Unidos                                                                      | Northwest Stadium                                                                   | Acto en solitario con la mayor venta de entradas agotadas en el recinto durante su carrera (274,000). | [ 46 ]                                                                              |
| 10, 11, 13 y 14 de julio de 2025                                                    | Estados Unidos                                                                      | Mercedes-Benz Stadium                                                               | Primer acto en realizar cuatro fechas agotadas en una misma gira.                                     | [ 46 ] [ 50 ]                                                                       |
| 10, 11, 13 y 14 de julio de 2025                                                    | Estados Unidos                                                                      | Mercedes-Benz Stadium                                                               | Acto con la mayor cantidad de fechas agotadas durante su carrera (6 en total).                        | [ 46 ] [ 50 ]                                                                       |
| 10, 11, 13 y 14 de julio de 2025                                                    | Estados Unidos                                                                      | Mercedes-Benz Stadium                                                               | Acto en solitario con la mayor venta de entradas agotadas en el recinto durante su carrera (467,000). | [ 46 ] [ 50 ]                                                                       |
| 25 y 26 de julio de 2025                                                            | Estados Unidos                                                                      | Allegiant Stadium                                                                   | Acto con la mayor cantidad de fechas agotadas durante su carrera (4 en total).                        | [ 46 ]                                                                              |
| 25 y 26 de julio de 2025                                                            | Estados Unidos                                                                      | Allegiant Stadium                                                                   | Acto con la mayor recaudación durante su carrera (45.2 millones USD).                                 | [ 46 ]                                                                              |
| 25 y 26 de julio de 2025                                                            | Estados Unidos                                                                      | Allegiant Stadium                                                                   | Acto con la mayor venta de entradas agotadas en el recinto durante su carrera (179,000).              | [ 46 ]                                                                              |

## Repertorio
La siguiente es la lista de canciones interpretadas durante la primera fecha, 28 de abril de 2025 en Inglewood, Estados Unidos, y no representa en la totalidad de la misma:
1. «Ameriican Requiem»
2. «The Star-Spangled Banner» (con elementos del arreglo instrumental de Jimi Hendrix)
3. «Blackbiird»
4. «Freedom»
5. «Ya Ya» / «Why Don't You Love Me» (con elementos de «Oh Louisiana»)

Acto II - Propaganda (interludio de video con elementos de «Bad Case of the Blues», «An American Poem», «You Might Think He Loves You…» y «TV Off»)
1. «America Has a Problem»
2. «Spaghettii» (con elementos de «***Flawless», «Essa Tá Quente», «Run the World (Girls)» y «My Power»)
3. «Formation»
4. «My House» (con elementos de «Bow Down»)
5. «Diva» (con elementos de «Crank That», «TGIF» y «Like a Pimp»)

Acto III - Casino (interludio de video con elementos de «I Been On»)
1. «Alliigator Tears»
2. «Just for Fun»
3. «Protector» (con elementos de «Dangerously in Love 2»)
4. «Flamenco»

Acto IV - Alien Superstar (interludio de video con elementos de «Move»)
1. «Desert Eagle»
2. «Riiverdance»
3. «II Hands II Heaven» (con elementos de «Tyrant»)
4. «Sweet Honey Buckiin'» / «Pure/Honey» / «Summer Renaissance»

Acto V - Jolene's (interludio de video con elementos de «Deep River», «Lightning's Girl» y «Dolly P»)
1. «Jolene»
2. «Daddy Lessons»
3. «Bodyguard» (con elementos de «Blow» y «II Most Wanted»)
4. «Cuff It» (con elementos de «Dance for You», «Cuff It (remezcla "Wetter")» y «Smoke Hour II»)
5. «Tyrant» (con elementos de «Haunted»)
6. «Thique» (con elementos de «Say My Name» y «Bills Bills Bills»)
7. «Levii's Jeans»

Acto VI - This Is Theater (interludio de video con elementos de «Ghost» y «I Care»)
1. «Daughter»

Acto VII - Loop the Sample (interludio de video con elementos de «Energy»)
1. «I'm That Girl» (con elementos de «Apeshit»)
2. «Cozy»
3. «Alien Superstar» (con un outro de ballroom con elementos de «Top Off», «Say My Name», «Pure/Honey», «Countdown» y «Déjà Vu»)

Acto VIII - Paris, Texas (interludio de video con elementos de «The Largest»)
1. «Texas Hold 'Em» (con elementos de «Texas Hold 'Em» (remezcla "Pony Up") y «Church Girl»)
2. «Crazy in Love» (con elementos de «I'm a Hustla» y «Freakum Dress»)
3. «Heated» (con elementos de «Boots on the Ground»)
4. «Before I Let Go»

Acto IX - Flashbacks
1. «16 Carriages» (con elementos de «Ego» y «Halo»)
2. «Amen»

| Observaciones |
| --- |
| - A partir de la segunda fecha en Inglewood: - «Tyrant», «Thique» y «Levii's Jeans» fueron interpretadas después de «II Hands II Heaven». - «Texas Hold 'Em» y «Crazy in Love» fueron reposicionadas al inicio del quinto acto, seguidas de «Single Ladies (Put a Ring on It)», «Irreplaceable», «Love On Top» y «If I Were a Boy» como nuevas adiciones al repertorio. - El sexto acto consistió desde «Jolene» hasta «Cuff It», culminando con «Heated» y «Before I Let Go». - A partir de la segunda fecha en East Rutherford, una pequeña porción de «That's Why You're Beautiful» fue interpretada después de «16 Carriages». - Durante las cuatro primeras fechas en Londres, «Energy» —interpolando «Lose My Breath»— fue interpretada después de «Alien Superstar». Además, «Before I Let Go» fue removida del repertorio. - Durante la segunda, tercera y cuarta fecha en Londres, «Break My Soul» fue interpretada después de «Energy». - Durante la primera fecha en Saint-Denis, Beyoncé fue acompañada en el escenario por Miley Cyrus para interpretar «II Most Wanted». - Durante la tercera fecha en Saint-Denis, Beyoncé fue acompañada en el escenario por Jay-Z para interpretar «Crazy in Love» y «Niggas in Paris». Posteriormente, Beyoncé interpretó «Drunk in Love», agregando elementos de «Partition». - Durante las dos fechas en Houston, «Before I Let Go» fue nuevamente añadida al repertorio. - Durante la segunda fecha en Houston y las dos fechas en Landover, «16 Carriages» no fue interpretada. - Durante la tercera fecha en Atlanta, Beyoncé fue acompañada en el escenario por Jay-Z para interpretar «Crazy in Love» y «Public Service Announcement». Posteriormente, Beyoncé interpretó «Drunk in Love», añadiendo elementos de «Partition». - Durante la segunda fecha en Paradise, Beyoncé fue acompañada en el escenario por: - Shaboozey para interpretar «Sweet Honey Buckiin'». - Jay-Z para interpretar «Drunk in Love», quien a su vez también realizó una presentación de «Niggas in Paris». - Kelly Rowland y Michelle Williams para interpretar «Lose My Breath» y «Bootylicious» en un medley junto con «Energy». |

## Fechas
| Fecha (2025) | Ciudad          | País           | Recinto                   | Asistencia                   | Recaudación (en USD) |              |
| Norteamérica | Norteamérica    | Norteamérica   | Norteamérica              | Norteamérica                 | Norteamérica         | Norteamérica |
| ------------ | --------------- | -------------- | ------------------------- | ---------------------------- | -------------------- | ------------ |
| 28 de abril  | Inglewood       | Estados Unidos | SoFi Stadium              | 217,143 / 217,143            | $55,706,053          |              |
| 1 de mayo    | Inglewood       | Estados Unidos | SoFi Stadium              | 217,143 / 217,143            | $55,706,053          |              |
| 4 de mayo    | Inglewood       | Estados Unidos | SoFi Stadium              | 217,143 / 217,143            | $55,706,053          |              |
| 7 de mayo    | Inglewood       | Estados Unidos | SoFi Stadium              | 217,143 / 217,143            | $55,706,053          |              |
| 9 de mayo    | Inglewood       | Estados Unidos | SoFi Stadium              | 217,143 / 217,143            | $55,706,053          |              |
| 15 de mayo   | Chicago         | Estados Unidos | Soldier Field             | 143,256 / 143,256            | $42,523,825          |              |
| 17 de mayo   | Chicago         | Estados Unidos | Soldier Field             | 143,256 / 143,256            | $42,523,825          |              |
| 18 de mayo   | Chicago         | Estados Unidos | Soldier Field             | 143,256 / 143,256            | $42,523,825          |              |
| 22 de mayo   | East Rutherford | Estados Unidos | MetLife Stadium           | 250,083 / 250,083            | $70,284,615          |              |
| 24 de mayo   | East Rutherford | Estados Unidos | MetLife Stadium           | 250,083 / 250,083            | $70,284,615          |              |
| 25 de mayo   | East Rutherford | Estados Unidos | MetLife Stadium           | 250,083 / 250,083            | $70,284,615          |              |
| 28 de mayo   | East Rutherford | Estados Unidos | MetLife Stadium           | 250,083 / 250,083            | $70,284,615          |              |
| 29 de mayo   | East Rutherford | Estados Unidos | MetLife Stadium           | 250,083 / 250,083            | $70,284,615          |              |
| Europa       |                 |                |                           |                              |                      |              |
| 5 de junio   | Londres         | Reino Unido    | Tottenham Hotspur Stadium | 275,399 / 275,399            | $61,580,067          |              |
| 7 de junio   | Londres         | Reino Unido    | Tottenham Hotspur Stadium | 275,399 / 275,399            | $61,580,067          |              |
| 10 de junio  | Londres         | Reino Unido    | Tottenham Hotspur Stadium | 275,399 / 275,399            | $61,580,067          |              |
| 12 de junio  | Londres         | Reino Unido    | Tottenham Hotspur Stadium | 275,399 / 275,399            | $61,580,067          |              |
| 14 de junio  | Londres         | Reino Unido    | Tottenham Hotspur Stadium | 275,399 / 275,399            | $61,580,067          |              |
| 16 de junio  | Londres         | Reino Unido    | Tottenham Hotspur Stadium | 275,399 / 275,399            | $61,580,067          |              |
| 19 de junio  | Saint-Denis     | Francia        | Stade de France           | 215,025 / 215,025            | $39,719,132          |              |
| 21 de junio  | Saint-Denis     | Francia        | Stade de France           | 215,025 / 215,025            | $39,719,132          |              |
| 22 de junio  | Saint-Denis     | Francia        | Stade de France           | 215,025 / 215,025            | $39,719,132          |              |
| Norteamérica |                 |                |                           |                              |                      |              |
| 28 de junio  | Houston         | Estados Unidos | NRG Stadium               | 103,353 / 103,353            | $35,492,477          |              |
| 29 de junio  | Houston         | Estados Unidos | NRG Stadium               | 103,353 / 103,353            | $35,492,477          |              |
| 4 de julio   | Landover        | Estados Unidos | Northwest Stadium         | 93,728 / 93,728              | $27,426,395          |              |
| 7 de julio   | Landover        | Estados Unidos | Northwest Stadium         | 93,728 / 93,728              | $27,426,395          |              |
| 10 de julio  | Atlanta         | Estados Unidos | Mercedes-Benz Stadium     | 205,909 / 205,909            | $55,424,228          |              |
| 11 de julio  | Atlanta         | Estados Unidos | Mercedes-Benz Stadium     | 205,909 / 205,909            | $55,424,228          |              |
| 13 de julio  | Atlanta         | Estados Unidos | Mercedes-Benz Stadium     | 205,909 / 205,909            | $55,424,228          |              |
| 14 de julio  | Atlanta         | Estados Unidos | Mercedes-Benz Stadium     | 205,909 / 205,909            | $55,424,228          |              |
| 25 de julio  | Paradise        | Estados Unidos | Allegiant Stadium         | 92,269 / 92,269              | $19,443,320          |              |
| 26 de julio  | Paradise        | Estados Unidos | Allegiant Stadium         | 92,269 / 92,269              | $19,443,320          |              |
| Total        | Total           | Total          | Total                     | 1,596,165 / 1,596,165 (100%) | $407,600,112         |              |